# Johanna Sällström

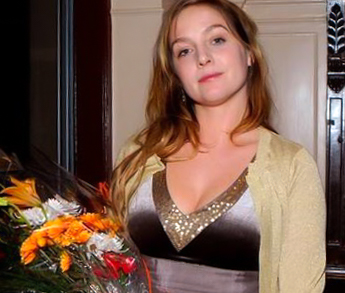
Johanna Sällström, 1997

Johanna Sällström, geborene Johanna Maria Ellinor Berglund (* 30. Dezember 1974 in Hägersten/Stockholm; † 13. Februar 2007 in Malmö) war eine schwedische Theater- und Filmschauspielerin. In den deutschsprachigen Ländern machte sie sich vor allem als Darstellerin in mehreren Wallander-Filmen nach Büchern von Henning Mankell einen Namen.

## Leben und Karriere

### Erste Erfolge
Johanna Sällström war die Tochter eines Musikers. Sie wuchs in Hälsingland auf und debütierte im Alter von 15 Jahren am Theater der Stadt Hudiksvall in Shakespeares Komödie Ein Sommernachtstraum. Erst danach absolvierte sie eine zweijährige Schauspielausbildung am Södra Latins Gymnasium in Stockholm. Ab 1994 wurde sie durch Auftritte in der schwedischen TV-Soap Tre Kronor (Drei Kronen) landesweit bekannt. Für ihre Darstellung einer heroinabhängigen jungen Frau in Under ytan (Unter der Oberfläche, Regie: Daniel Fridell) erhielt sie 1998 den schwedischen Filmpreis Guldbagge in der Kategorie Beste Hauptdarstellerin. Dem einsetzenden Medieninteresse an ihrer Person entzog sie sich durch eine künstlerische Auszeit, die sie zum Teil in Kopenhagen verbrachte.

### Enquist, Theater, Mankell
1999 war Sällström in der Literaturverfilmung Magnetisörens femte vinter (Der fünfte Winter des Magnetiseurs, Regie: Morten Henriksen) zu sehen, die nach einem historischen Roman von Per Olov Enquist entstand. Aufmerksamkeit erregte der Low-Budget-Film Hot Dog (2002, Regie: Alexandra Therese Keining), in dem sie eine Künstlerin spielte, die nach einer Abtreibung und einem Selbstmordversuch darum kämpft, ihrem Leben eine Struktur zu geben. Daneben nahm sie gelegentlich Bühnenengagements an. So verpflichtete sie 2001 das Malmö Dramatiska Teater für eine Inszenierung des Stückes Das Bildnis des Dorian Gray nach dem Roman von Oscar Wilde.
Dem deutschsprachigen Publikum wurde Johanna Sällström vor allem als Polizistin und Tochter des Kommissars Wallander in der schwedischen Krimi-Serie Mankells Wallander bekannt. Zwischen Anfang 2005 und Sommer 2006 stand sie für insgesamt 13 Filme auf der Grundlage von Henning Mankells bekannten Kriminalromanen vor der Kamera. Der letzte Beitrag dieser an Originalschauplätzen in Schonen gedrehten Serie, Hemligheten (Mankells Wallander: Dunkle Geheimnisse), hatte am 10. November 2006 Premiere in den schwedischen Kinos.

### Privates
Von 2000 bis 2002 war sie mit dem Kameramann Albin Sällström verheiratet. Dieser Ehe entstammt ihre Tochter Talulah, die sie schließlich allein erzog. Ende 2004 überlebten Johanna Sällström, ihre damals dreijährige 
Tochter und ihr jüngerer Bruder auf Ko Lanta in Thailand die Tsunami-Katastrophe. Zurück in Schweden, nahm sie psychologische Hilfe in Anspruch. Der Zeitschrift Tove sagte sie im Herbst 2005, auch im Rückblick auf die Katastrophe: „Ich dachte immer, ich sterbe, bevor ich 30 bin. Heute bin ich glücklich darüber, dass ich lebe.“ Im Herbst 2006 verkörperte Sällström am Theater in Ystad die Nina in Anton Tschechows Drama Die Möwe. Krankheitsbedingt sagte sie allerdings die Hälfte der geplanten 18 Aufführungen ab. Weil sie unter Depressionen litt, die schon mehrfach ihr Leben überschattet hatten, begab sie sich in ärztliche Behandlung.
Johanna Sällström wurde am 13. Februar 2007 gegen 23 Uhr tot in ihrer Wohnung im Malmöer Stadtteil Ribersborg aufgefunden. Die Polizei, die keinerlei äußere Gewalteinwirkung feststellen konnte, sah davon ab, eine offizielle Todesursache mitzuteilen. Verwandte und Kollegen Sällströms sowie Mediziner des Universitätsklinikums Malmö, in dessen psychiatrischer Abteilung sie sich zeitweilig behandeln ließ, bestätigten jedoch aufkommende Gerüchte und teilten mit, dass Johanna Sällström sich das Leben genommen hatte.

## Filmografie
- 1994: Bert (TV)
- 1994: Tre kronor (TV)
- 1995: Petri tårar
- 1997: Under ytan
- 1998: Kvinnan i det låsta rummet (TV)
- 1999: Der fünfte Weg des Magnetiseurs (Magnetisörens femte vinter)
- 1999: Anna Holt – polis (TV)
- 1999: Insider (TV)
- 2000: En klass för sig (TV)
- 2000: Dubbel-8
- 2001: Hans och Hennes
- 2001: Bekännelsen
- 2001–2003: Kommissar Winter (Kommissarie Winter, Fernsehserie, 3 Folgen)
- 2002: Hot Dog
- 2003: Paragraf 9 (TV)
- 2006: Sökarna – Återkomsten
- 2005–2006: Mankells Wallander (Fernsehserie, 13 Folgen)